# ایلیا چردنیچنکو
ایلیا چردنیچنکو (اوکراینی: Илья Чередниченко؛ زادهٔ ۱۲ ژوئن ۱۹۹۵) بازیکن فوتبال است.
از باشگاه‌هایی که در آن بازی کرده‌است می‌توان به باشگاه فوتبال اسپارتاک ترناوا اشاره کرد.